# Swartberg
Las montañas Swartberg (montaña negra en afrikáans) son una cadena montañosa en la provincia del Cabo Occidental de Sudáfrica. Se compone de dos cadenas montañosas principales que corren aproximadamente de este a oeste a lo largo del borde norte del semiárido Little Karoo. Al norte de la cordillera se encuentra la otra gran zona semiárida de Sudáfrica, el Gran Karoo. La mayoría de las montañas Swartberg tienen más de 2000 m de altura, lo que las convierte en las montañas más altas del Cabo Occidental. También es uno de los más largos, ya que abarca unos 230 km desde el sur de Laingsburg en el oeste hasta entre Willowmore y Uniondale en el este. Geológicamente, estas montañas forman parte del Cinturón de Pliegues del Cabo.
Gran parte de Swartberg forma parte del Patrimonio Mundial de la UNESCO.